# Michel Moly
Michel Moly (Cotlliure, 30 de setembre del 1947) és un polític nord-català que va ser alcalde de Cotlliure durant vint-i-cinc anys. Des del 1998 és vicepresident del Consell General dels Pirineus Orientals. Milita a les files del Partit Socialista.

## Biografia
Antic tres quarts ala de rugbi a 15 amb la USAP (1968 à 1972) i professor de matemàtiques, promogué la conservació i rehabilitació de l'espai que havia ocupat l'antiga fàbrica de dinamita de Polilles, per convertir-lo en una zona natural protegida. Moly fou conseller municipal del seu Cotlliure natal a partir del 1977, i a les eleccions de març del 1989 obtingué el faixí d'alcalde, que renovà periòdicament durant els vint-i-cinc anys següents. Durant el seu mandat es produí la fundació del Festival de Teatre (2004, desena edició el 2013) i el desmantellament de la plaça de braus el 2012, i Moly exercí la presidència honorària de la "Fundación Antonio Machado de Collioure".
Va ser elegit conseller general en representació del cantó de la Costa Vermella el 1998, i fou reelegit el 27 de març del 2011 amb un 60,12% dels vots. El 31 de març següent fou elegit vicepresident primer de l'organisme (encara ho era el 2015), d'on al present (2015) és president de les comissions de "desenvolupament sostenible, política de la mar, medi ambient, activitats marítimes i protecció del litoral" i "col·legis i ensenyament". Va ser nomenat vicepresident de la "communauté de communes des Albères et de la Côte Vermeille", i el 2008 esdevingué president del "Conseil de rivages Méditerranée" en el si de la institució pública francesa "Conservatoire du littoral". El 2010 va ser elegit president del Parc natural marí del Golf de Lleó, succeint en el càrrec el difunt Christian Bourquin. El 2014 constava com a administrador, membre del consell d'administració del club esportiu perpinyanenc.
A les eleccions municipal del 23 de març de 2014, Moly perdé l'alcaldia davant de la llista de Jacques Manya (DVD), per un 45,74% dels vots contra un 54,25%. Poc després, presentà la dimissió de conseller municipal per a ser més útil "au sein de la majorité de l'Assemblée Départementale dont je suis 1er Vice-Président". Es presentà a les eleccions departamentals del 2015 pel cantó de la Costa Vermella, novament com a candidat de la majoria departamental d'esquerres.
En la seva qualitat de conseller general, Moly presidí fins al 2015 el Consell portuari de Portvendres. Al febrer del mateix any, dues entitats (la federació d'associacions ecologistes "FRENE 66" i el "Col·lectiu de la Costa Vermella") denunciaren la gestió d'aquest darrer organisme com a poc transparent, i com a molt deficitària econòmicament en perjudici del Consell General.